# Perikles von Lydien
Perikles von Lydien (altgriechisch Περικλῆς ὁ Λυδός Periklḗs ho Lydós) war ein spätantiker Philosoph der neuplatonischen Richtung. Er lebte im 5. Jahrhundert.
Über das Leben des Perikles, der aus der Landschaft Lydien im Westen Kleinasiens stammte, ist wenig bekannt. Er lebte in Athen und gehörte der dortigen neuplatonischen Philosophenschule an, welche die Tradition der Platonischen Akademie fortsetzte. Die Schule wurde damals von dem berühmten Philosophen Proklos geleitet, der ein enger Freund des Perikles war und ihm sein Werk „Platonische Theologie“ widmete. Marinos von Neapolis, ein Schüler des Proklos und dessen Nachfolger als Scholarch (Schulleiter), erwähnt den „großen Perikles aus Lydien“ respektvoll in seiner Lebensbeschreibung seines Lehrers. Ebenso wie die anderen Neuplatoniker in Athen zählte Perikles zu den Anhängern der alten griechischen Religion und stand somit in Opposition zum Christentum, das damals bereits Staatsreligion war.
In seinem Kommentar zu Platons Dialog Parmenides führt Proklos die Meinung des Perikles zur Auslegung einer schwierigen Parmenides-Stelle an. Der Neuplatoniker Simplikios nimmt in seinem Kommentar zur Physik des Aristoteles auf Perikles’ Verständnis der Urmaterie Bezug. Nach Simplikios’ Bericht meinte Perikles, seine Gleichsetzung der ursprünglichen Hyle mit dem eigenschaftslosen Körper entspreche sowohl der Position Platons als auch der des Aristoteles. Ansonsten ist über die Lehren des Perikles nichts überliefert.